# Силвал, Бхупендра
Бхупендра Бахадур Бахадур Силвал (англ. Bhupendra Bahadur Bahadur Silwal; 17 ноября 1935, Санкху, Багмати-Прадеш — 20 сентября 2012, Чхауни) — непальский легкоатлет, выступавший в марафонском беге. Участник летних Олимпийских игр 1964 года.

## Биография
Бхупендра Силвал родился 17 ноября 1935 года в непальской деревне Санкху.
В детстве работал пастухом в деревне на окраине города Катманду.
Во время службы в армии проявил себя как быстрый бегун.
Выступал в легкоатлетических соревнованиях за Непальскую армию из Катманду.
В 1958 году участвовал в летних Азиатских играх в Токио. В марафонском беге занял 7-е место. Силвал бежал босиком, из-за чего к его ступням прилипал асфальт, который после соревнований пришлось соскабливать вместе с кожей. По словам легкоатлета, вопреки ожиданиям непальские спортивные чиновники не купили команде обувь, а генерал приказал бежать босиком, и он, будучи военнослужащим, не мог не выполнить приказ. 
В 1964 году вошёл в состав сборной Непала на летних Олимпийских играх в Токио. В марафонском беге не сумел завершить дистанцию.
В 2012 году по приглашению ассоциации непальцев, живущих в Великобритании, посетил летние Олимпийские игры в Лондоне.
Умер 20 сентября 2012 года в районе Катманду Чхауни.